# Tấn Phế Đế
Tấn Phế Đế (giản thể: 晋废帝; phồn thể: 晉廢帝; bính âm: Jìn Fèidì, (342 – 23 tháng 11 năm 386), tên thật là Tư Mã Dịch (司馬奕), tên tự Diên Linh (延齡), là vị Hoàng đế thứ 7 của nhà Đông Tấn, và là Hoàng đế thứ 12 của Nhà Tấn trong lịch sử Trung Quốc. Ông là em trai cùng bố mẹ của Tấn Ai Đế và sau đó bị tướng Hoàn Ôn phế truất. Tước hiệu ông thường được gọi, "Phế Đế", không phải là thụy hiệu mà dùng để biểu thị rằng ông là vị hoàng đế bị phế bỏ. Ông cũng thường được biết đến với tước hiệu sau khi bị phế là Hải Tây công (海西公).

## Đầu đời
Tư Mã Dịch sinh năm 342, là con trai của Tấn Thành Đế và tì thiếp Chu Quý nhân, bà cũng là mẹ ruột của Tư Mã Phi, người anh lớn hơn ông một tuổi. Sau đó vào năm 342, Thành Đế lâm bệnh nặng. Thông thường thì ngai vàng sẽ được truyền cho một người con trai của hoàng đế, song thúc phụ đằng ngoại của Thành Đế là Dữu Băng (庾冰) muốn kiểm soát triều đình lâu dài hơn nên đã nói với Thành Đế rằng Đông Tấn đang phải đối mặt với mối đe dọa từ Hậu Triệu nên người kế vị cần thiết phải là đã trưởng thành, và thuyết phục Thành Đế truyền ngôi lại cho em trai ruột Lang Da vương Tư Mã Nhạc. Thành Đế chấp thuận và sau khi ông chết, Tư Mã Nhạc lên ngôi và trở thành Khang Đế. Khang Đế lập Tư Mã Dịch làm Đông Hải vương.
Trong thời niên thiếu, Tư Mã Dịch đã trải qua các chức quan. Trong khi vẫn là Đông Hải vương, ông là kết hôn với con gái của Dữu Băng là Dữu Đạo Liên. Năm 361, sau cái chết của người em họ Mục Đế, anh trai của ông là Tư Mã Phi lên kế vị và trở thành Ai Đế, còn bản thân ông trở thành Lang Da vương, tước hiệu mà Ai Đế đã giữ trước đó. Năm 365, sau khi Ai Đế chết trong khi không có con trai, Tư Mã Dịch đã lên kế vị theo chiếu chỉ của Chử Thái hậu (vợ của Khang Đế). Ông lập vợ mình làm hoàng hậu.

## Trị vì
Mặc dù Tư Mã Dịch đã trưởng thành song ông không có quyền lực thực sự, phần lớn các quyết định nằm trong tay Hội Kê vương Tư Mã Dục, song bản thân Tư Mã Dục không phải là có thể hoàn toàn tự ý đưa ra các quyết định do vị tướng Hoàn Ôn nhiều khi cũng áp đặt quyết định của mình cho triều đình.
Ngay lập tức sau khi Tư Mã Dịch lên ngôi, thành Lạc Dương trọng yếu đã rơi vào tay Tiền Yên, do cái chết của Ai Đế nên quân cứu viện đã không thể được gửi đi.
Cuối năm 365, tướng Tư Mã Huân (司馬勳), thứ sử Lương Châu (梁州, nay là phía nam Thiểm Tây) đã nổi loạn, nhưng đã bị đánh bại, bị bắt giữ rồi xử tử vào năm 366.
Vào mùa hè năm 366, Dữu Hoàng hậu qua đời. Tư Mã Dịch sau đó không lập một hoàng hậu nào khác trong suốt thời gian ông trị vì.
Năm 369, Hoàn Ôn đã phát động một cuộc tấn công lớn chống lại Tiền Yên, tiến mọi đường đến vùng lân cận kinh đô của Tiền Yên là Nghiệp thành, song ông đã do dự trong việc tiến hành một trận quyết định vào Nghiệp thành, và rồi sau đó bị đánh bại trước Mộ Dung Thùy và quân Tiền Tần cứu viện.
Hoàn Ôn có tham vọng tiếm quyền và có ý định biểu dương sức mạnh của mình thông qua việc thảo phạt Tiền Yên song đến khi chiến dịch thất bại, sau đó ông ta đã quyết định thể hiện quyền lực theo một cách khác. Ông âm mưu cùng thân tín Si Siêu (郗超) hăm dọa mọi người bằng cách phế truất Tư Mã Dịch. Tuy nhiên, vị hoàng đế này luôn thận trọng khi trị vì và không có bất kỳ lỗi lầm lớn nào, do vậy Hoàn Ôn đã cố tạo ra một thứ. Ông ta đã lan truyền tin đồng rằng Hoàng đế bị liệt dương và không thể có con, các con trai mà Hoàng đế có với Điền mỹ nhân và Mạnh mỹ nhân trên thực tế là con trai ruột của những người mà ông ban đặc ân là Tương Long (相龍), Kế Hảo (計好), và Chu Linh Bảo (朱靈寶), các tin đồn thậm chí còn ám chỉ về việc có quan hệ nam sắc giữa Hoàng đế và ba người này. Sau đó Hoàn Ôn đến kinh thành và đe dọa Chử Thái hậu để buộc bà phải ban hành một chiếu chỉ mà ông ta đã soạn sẵn để truất phế Tư Mã Dịch. Ông đưa Tư Mã Dục lên ngôi, trở thành Giản Văn Đế. Phế Đế bị giáng xuống làm Đông Hải vương, tước hiệu mà ông đã giữ trong hầu hết cuộc đời. Hoàn Ôn cho xử tử Điền mỹ nhân và Mạnh mỹ nhân cùng ba con trai của họ. Ông cũng tàn sát các gia tộc có nhiều quyền lực là Ân và Dữu.

## Sau khi bị phế
Hoàn Ôn tuy vậy vẫn muốn tiếp tục giáng tước hiệu của vị cựu hoàng đế, ông ta đề xuất giáng Tư Mã Dịch thành dân thường. Chử Thái hậu chống lại điều này và chỉ giáng Tư Mã Dịch thành Hải Tây công. Hoàn Ôn lo sợ rằng vị cựu hoàng đế có thể sẽ cố trở lại ngai vàng nên đã lưu đày Tư Mã Dịch đến Ngô huyện (吳縣, nay thuộc Tô Châu, Giang Tô) và đặt vị cựu hoàng đế dưới sự canh giữ nghiêm ngặt.
Vào mùa đông năm 372, quân nổi loạn nông dân Lô Tùng (盧悚) tuyên bố rằng có một chiếu chỉ của Chử Thái hậu để phục vị cho Phế Đế, và ông ta đã cử sứ giả đến chỗ Hải Tây công để thuyết phục ông tham gia nổi loạn. Ban đầu, Hải Tây công tin Lô Tùng, nhưng sau đó ông nhận ra rằng nếu Chử Thái hậu thật sự muốn phục vị cho mình thì bà sẽ cử cận binh triều đình đến hộ tống, và do đó nhận ra rằng không hề có sắc lệnh nào. Không có sự ủng hộ của vị cựu hoàng đế, cuộc nổi loạn của Lô Tùng đã thất bại.
Trong khi lưu đày, cựu hoàng đế luôn lo sợ trước cái chết, vì vậy ông đã dành thời gian của mình để thỏa mãn tửu sắc và âm nhạc, nhằm thể hiện cho Hoàn Ôn rằng ông không còn mong muốn hoạt động chính trị. Khi các thê thiếp của mình sinh con, ông đều không dám nuôi dưỡng chúng, và phải chọn giải pháp siết cổ vì nếu không sẽ chứng minh cho thiên hạ rằng Hoàn Ôn đã cáo buộc sai trái. Sau đó, Hoàn Ôn bắt đầu nới lỏng các hạn chế với ông. Ông mất năm 386 (sau Hoàn Ôn 13 năm) và được táng tại Ngô huyện. Vợ ông, Dữu Hoàng hậu, được cải táng để chôn cùng ông.